# به من بگو خدا
به من بگو خدا (به هندی: Tell Me O Kkhuda) فیلمی محصول سال ۲۰۱۱ و به کارگردانی هما مالینی است. در این فیلم بازیگرانی همچون ایشا دئول، آرجان باجوا، سودهانشو پاندی، درمندرا، وینود کانا، ریشی کاپور، فاروغ شیخ، دیپیتی نوال، ریچا پالود، سلمان خان ایفای نقش کرده‌اند.